# Valdemar Stein
Frederik Siegfred Edvard Valdemar Stein (14. april 1836 – 1. februar 1905) var en dansk kemiker, søn af Sophus August Vilhelm Stein og bror til Harald og Theobald Stein.
Stein blev 1857 farmaceutisk kandidat og blev i 1859 tilknyttet et kemisk-analytisk laboratorium, S. Groth og Ørsteds Laboratorium (etableret 1857), som han blev eneejer af i 1865. Det kendes i dag som Steins Laboratorium. Laboratoriet fik overdraget officielle analyser for stat og kommuner, bl.a. cementundersøgelser fra 1878 samt kontrol med smør og margarine ifølge Margarineloven af 1888 og alle statens undersøgelser af levnedsmidler efter lov fra 1891. Denne halvofficielle status gav påtegningen "Kontrolleret af Steins Laboratorium" høj status som kvalitetssikring.
Han blev 1882 Landhusholdningsselskabets og 1887 statens konsulent i landbrugskemi, senere titulær professor. 1894 blev han Ridder af Dannebrog og 1898 Dannebrogsmand.